# Matt Fish
Matthew Edward "Matt" Fish (nacido el 18 de noviembre de 1969 en Washington, Iowa) es un exjugador de baloncesto estadounidense que disputó tres temporadas en la NBA, además de jugar en ligas menores de su país, en Europa y en Sudamérica. Con 2,11 metros de estatura, jugaba en la posición de pívot.

## Trayectoria deportiva

### Universidad
Jugó durante cuatro temporadas con los Seahawks de la Universidad de Carolina del Norte en Wilmington, en las que promedió 11,4 puntos, 6,8 rebotes y 1,0 tapones por partido. En su última temporada fue incluido en el mejor quinteto de la Colonial Athletic Association, tras liderar la conferencia en rebotes, con 9,4 pur partido, y en porcentaje de tiros de campo, con un 64,6%.

### Profesional
Fue elegido en la quincuagésima posición del Draft de la NBA de 1992 por Golden State Warriors, pero fue despedido antes del comienzo de la temporada. Jugó en diferentes ligas menores de su país y en el BCM Gravelines de la liga francesa hasta que en 1994 firmó como agente libre por Los Angeles Clippers, con los que disputó 19 partidos, en los que promedió 4,7 puntos y 3,2 rebotes.
De ahí pasó a jugar en el Club Atlético Peñarol argentino, y posteriormente de nuevo en ligas menores. Mediada la temporada 1995-96 fichó por los New York Knicks, con los que únicamente disputó dos partidos, y poco después por los Denver Nuggets, con los que terminó la temporada promediando 2,5 puntos y 1,1 rebotes por partido.
Al año siguiente firmó dos contratos cortos con Washington Bullets y con Miami Heat, quienes lo traspasaron junto con Gary Grant a Sacramento Kings a cambio de Duane Causwell, pero no llegó a jugar con el equipo californiano. Regresó a las ligas menores, y posteriormente jugaría en el FC Porto portugués, en el Polonia Varsovia polaco, para terminar su carrera en el Club Belgrano de la liga argentina.

## Estadísticas de su carrera en la NBA

### Temporada regular
| Temporada | Edad | Equipo               | Liga | Pos. | P  | TIT | MIN  | TC  | TCA | %TC  | 3P  | 3PA | %3P  | TL  | TLA | %TL  | R.OF. | R.DEF. | REB | ASIS | ROB | TAP | PER | FP  | PTS |
| 1994-95   | 25   | Los Angeles Clippers | NBA  | C    | 26 | 8   | 14.2 | 1.9 | 4.0 | .476 | 0.0 | 0.0 | .000 | 1.0 | 1.4 | .676 | 1.2   | 2.0    | 3.2 | 0.7  | 0.6 | 0.3 | 1.1 | 2.7 | 4.7 |
| 1995-96   | 26   | TOTAL                | NBA  | C    | 18 | 1   | 7.4  | 1.2 | 2.0 | .583 | 0.0 | 0.0 |      | 0.6 | 1.1 | .526 | 0.6   | 0.6    | 1.2 | 0.4  | 0.2 | 0.4 | 0.2 | 1.1 | 2.9 |
| 1995-96   | 26   | New York Knicks      | NBA  | C    | 2  | 1   | 8.5  | 3.0 | 5.0 | .600 | 0.0 | 0.0 |      | 0.0 | 0.5 | .000 | 1.5   | 0.0    | 1.5 | 0.5  | 0.0 | 0.5 | 0.0 | 1.5 | 6.0 |
| 1995-96   | 26   | Denver Nuggets       | NBA  | C    | 16 | 0   | 7.3  | 0.9 | 1.6 | .577 | 0.0 | 0.0 |      | 0.6 | 1.1 | .556 | 0.4   | 0.7    | 1.1 | 0.4  | 0.2 | 0.4 | 0.2 | 1.0 | 2.5 |
| 1996-97   | 27   | TOTAL                | NBA  | C    | 6  | 0   | 1.3  | 0.2 | 0.5 | .333 | 0.0 | 0.0 |      | 0.0 | 0.0 |      | 0.2   | 0.7    | 0.8 | 0.0  | 0.0 | 0.0 | 0.3 | 0.3 | 0.3 |
| 1996-97   | 27   | Washington Bullets   | NBA  | C    | 5  | 0   | 1.4  | 0.2 | 0.6 | .333 | 0.0 | 0.0 |      | 0.0 | 0.0 |      | 0.2   | 0.8    | 1.0 | 0.0  | 0.0 | 0.0 | 0.4 | 0.4 | 0.4 |
| 1996-97   | 27   | Miami Heat           | NBA  | C    | 1  | 0   | 1.0  | 0.0 | 0.0 |      | 0.0 | 0.0 |      | 0.0 | 0.0 |      | 0.0   | 0.0    | 0.0 | 0.0  | 0.0 | 0.0 | 0.0 | 0.0 | 0.0 |
| Total     |      |                      | NBA  |      | 50 | 9   | 10.2 | 1.4 | 2.8 | .500 | 0.0 | 0.0 | .000 | 0.7 | 1.1 | .625 | 0.9   | 1.3    | 2.2 | 0.5  | 0.4 | 0.3 | 0.7 | 1.8 | 3.5 |